# Отряд «Дельта»
«Отряд «Дельта» (англ. The Delta Force) — американский художественный фильм 1986 года.

## Сюжет
Террористы захватывают американских туристов и переправляют их в Бейрут. Президент США направляет отряд «Дельта» — подразделение бойцов под командованием полковника Ника Александера и майора Скотта Маккоя — для освобождения заложников.
Вскоре после переброски на Ближний Восток элитный спасательный отряд получает сведения, что женщин и детей отпустили, но мужчины удерживаются в здании школы, расположенном на берегу моря. Отряд «Дельта» прорывается в лагерь террористов и освобождает заложников. Однако бандиты успели отправить нескольких заложников в Тегеран.

## В ролях
| Актёр           | Роль                    |
| --------------- | ----------------------- |
| Чак Норрис      | майор Скотт Маккой      |
| Ли Марвин       | полковник Ник Александр |
| Роберт Вон      | генерал Вудбридж        |
| Стив Джеймс     | Бобби                   |
| Ханна Шигулла   | стюардесса Ингрид       |
| Уильям Уоллес   | Пит Петерсон            |
| Джерри Вайншток | доктор Джек             |